# Multipleksacja statystyczna
Multipleksacja sygnałów polega na złożeniu poszczególnych sygnałów z koderów w jedną paczkę tak, aby móc je wyemitować na transponder. Następnie paczki składane są w bukiety.
Przeważnie sygnały nadawane są z pewną, z góry ustaloną przepływnością, która pozwala na odbiór sygnałów w zadowalającej jakości. Jednak w takim przypadku bardzo często zdarza się, że pasmo jest marnowane przy nadawaniu sygnałów posiadających strukturę statyczną. Może także wystąpić niekorzystna sytuacja, gdy szybkie zmiany obrazu doprowadzą do przekroczenia zakładanego poziomu przepływności sygnału, efektem czego będą straty części istotnych informacji.
Multipleksacja statystyczna służy właśnie do zapobiegania takim przypadkom. Istotą tej technologii jest predykcja prawdopodobnego zapotrzebowania na pasmo w danym kanale w ciągu następnego cyklu czasowego i zmiana przepływności w ten sposób by jak najefektywniej wykorzystać dostępne miejsce na transponderze.
Statystycznie każdy kanał zajmuje mniej miejsca stosując tę metodę niż w przypadku rezerwacji określonego przedziału pasma. Dodatkową zaletą jest wyeliminowanie ewentualnych strat istotnych elementów sygnału w przypadku przekroczenia zakładanej wartości.